# Stazione di Monza
La stazione di Monza è la principale stazione ferroviaria della città lombarda e rappresenta il principale nodo ferroviario dell'area brianzola.
L'impianto sorge alla congiunzione delle linee Milano-Chiasso e Milano-Lecco ed è origine della linea per Lecco via Molteno. Prossimamente ci sarà una stazione della metropolitana 5 di Milano. È in corso un progetto per far diventare la stazione un nodo strategico lombardo che assumerebbe il nome di Monza Centrale Porta Nord.

## Storia
La attuale stazione di Monza sostituisce quella originaria, inaugurata nel 1840 come capolinea della Milano-Monza, prima ferrovia realizzata in Lombardia, allora parte del Regno Lombardo-Veneto, e seconda in Italia dopo la Napoli–Portici, allora parte del Regno delle Due Sicilie.
Progettista dell'edificio originario, realizzato in stile neoclassico, fu l'ingegnere milanese Giulio Sarti. Nel novembre del 1839 l'imperatore Ferdinando I d'Austria concesse a Giovanni Putzer, rappresentante della ditta "Holzhammer" di Bolzano il privilegio di realizzare la strada ferrata da Milano a Monza.
Il 17 agosto 1840 la vecchia stazione fu inaugurata: la locomotiva Lombarda e il suo convoglio di cinque vagoni su cui viaggiavano le autorità e la banda militare percorse i 12,8 km in soli 19 minuti. La costruzione della linea ferroviaria fu un vero avvenimento e nei primi mesi i passeggeri giornalieri, che si spostavano anche per gite domenicali, furono in media 1750.
Gli edifici delle due stazioni erano molto simili e differivano essenzialmente nelle dimensioni: a tre piani quello di Milano (ancora esistente), a un piano quello di Monza. Entrambi erano realizzati in stile neoclassico, con un pronao centrale sormontato da un frontone triangolare; l'interno aveva una grande sala a volta sostenuta da colonne corinzie.
A seguito di uno spostamento degli impianti originari il primo fabbricato viaggiatori fu sostituito dall'attuale, inaugurato nel 1884  e successivamente demolito nel 1901. Di quella struttura rimane oggi solo la torre dell'acqua ancora visibile accanto alla stazione attuale.

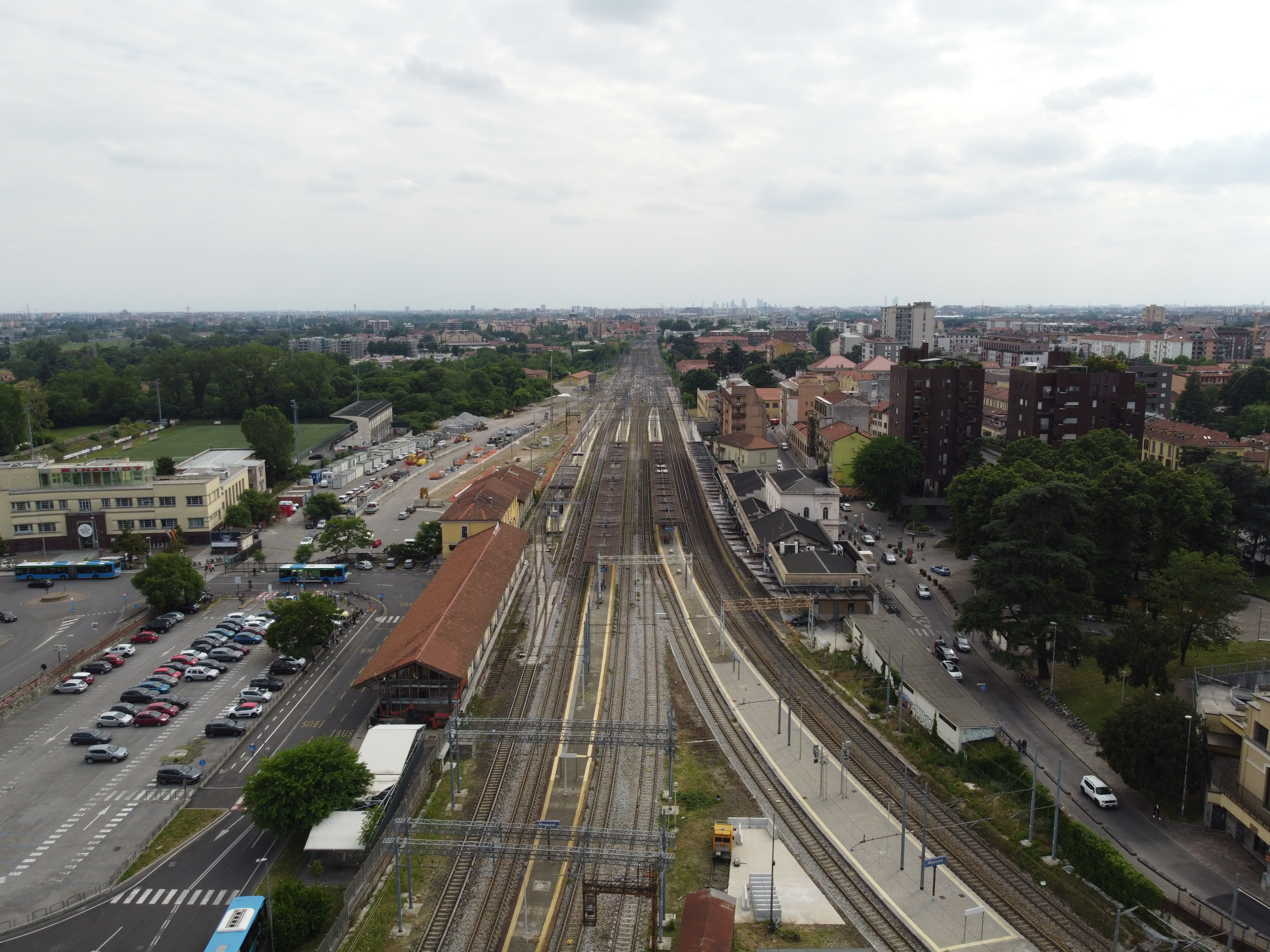
I binari della stazione in una foto aerea. Sullo sfondo il profilo della città di Milano.

Il nuovo edificio fu appaltato nel 1879 e realizzato in stile eclettico fra il 1882 e il 1884. Si tratta di un corpo centrale avanzato, composto di due piani e sovrastato da un grande orologio. Le ali laterali, a un solo piano, terminano anch'esse con due corpi aggettanti. I binari erano coperti con una tettoia lunga 103 metri, sorretta da pilasti in ghisa, che fu distrutta durante la seconda guerra mondiale. 
Prospicienti la stazione sono dei giardinidove, nel 1954, è stato collocato il Monumento alle vittime sul lavoro, dello scultore Silvio Monfrini.

### La Saletta Reale
All'interno della stazione si può visitare la Saletta Reale. Si tratta di un ambiente disegnato per i viaggi della famiglia reale dagli architetti Luigi Tarantola e Achille Majnoni d'Intignano, che si erano occupati anche della ristrutturazione degli appartamenti privati di Umberto e di Margherita nella Villa Reale.
L'ambiente, di forma rettangolare (8 m x 9,6 m), ha le pareti rivestite da boiserie neorinascimentali mentre il soffitto, nella parte centrale, reca Il Genio dei Savoia, pannello ellittico dipinto da Mosè Bianchi (1883-84).
Nella parete nord è inserito un caminetto in marmo mentre in quella sud è collocata una ricca consolle con un'imponente specchiera. La cornice della specchiera, intagliata e decorata a foglia d'oro, è caratterizzata da quattro tondi con busti di uomini illustri, fra cui si riconosce facilmente Dante Alighieri. 
La consolle è affiancata da due porte riccamente decorate mentre altre due porte si trovano sul lato ovest.
Proprio dalla stazione di Monza partì il convoglio funebre speciale alla volta del Pantheon di Roma con la salma di re Umberto I, assassinato presso la Villa reale il 29 luglio del 1900.

## Strutture e impianti
La stazione è gestita da Rete Ferroviaria Italiana che la classifica come Gold.
La stazione dispone di uno scalo merci che serve, tra l'altro, la vicina area di stoccaggio della ex Lombarda Petroli a Villasanta.
Il piazzale è composto da sette binari.
Alla Stazione di Monza si può accedere sia da piazza Stazione come da piazza Castello, tramite sottopassaggio; l'accesso da piazza Castello è stato realizzato utilizzando in parte l'edificio e l'area dello scalo merci.
La ferrovia Monza-Chiasso risulta fondamentale per il corridoio attraverso la Svizzera e per l'Europa Centrale. Per tale motivo è stata attrezzata dal 20 Giu. 2022 con i sistemi ACCM e ERTMS-ETCS di livello 2, adottato sulle linee AV con un investimento di 6 milioni di Euro.
Questo si sovrappone al sistema SCMT finché poi sarà sostituito da questo.

## Movimento
La stazione è servita prevalentemente da servizi regionali operati da Trenord nell'ambito del contratto di servizio stipulato con la Regione Lombardia, costituiti da treni suburbani, regionali e regionali veloci.
Fino al cambio orario 2022, hanno fermato a Monza anche i vari treni Eurocity operati da Trenitalia che collegano Milano, Venezia, Genova e Bologna con Zurigo, Basilea e Francoforte Sul Meno.

## Servizi
- Bar
- Biglietteria a sportello
- Biglietteria automatica
- Posto di Polizia ferroviaria
- Servizi igienici

## Interscambi
- Fermata autobus
- Stazione taxi

Fra il 1892 e il 1958 la stazione fungeva da capolinea della tranvia Monza-Trezzo-Bergamo.